# Caliste
Caliste « Caliste » Henry-Hennebert, né le 28 août 2006 à Béziers, est un joueur d'esport français. Il évolue au poste d'AD Carry sur le jeu vidéo League of Legends pour le club français Karmine Corp.
Il a notamment remporté avec les EMEA Masters d'été 2023, la LFL à deux reprises (2023 & 2024) et le split d'hiver de la LEC 2025.

## Biographie

### Jeunesse
Caliste Henry-Hennebert naît le 28 août 2006 à Béziers et est le benjamin d'une fratrie de 3 frères. Il grandit à Paulhan, dans l'Hérault. Il lance pour la première fois le jeu à 8 ans, sur un ordinateur portable donné par son père. Il est initié aux jeux vidéo par son grand frère Cyril, qui lui fait découvrir League of Legends et avec qui il regarde les compétitions,. Il suit un cursus scolaire classique mais arrête les cours après sa seconde pour se focaliser sur la compétition.

### Débuts dans l'esport
Après avoir atteint la catégorie Master sur le jeu, il commence à se renseigner sur des équipes afin de faire un Open Tour.
Il débute dans l'esport en 2021 sous le pseudonyme Edge Shot, au sein de l'équipe Otterz Esport. Il participe avec celle-ci à plusieurs tournois amateurs français, comme l'Open Tour France, la Gamers Assembly et l'Esport League FR. Bien que l'Open Tour impose un âge minimal de 16 ans pour participer, Caliste prend part aux compétitions à seulement 14 ans. Il change par la suite de pseudonyme et prend Caliste, son vrai prénom, car il n'est pas commun.
En janvier 2022, Caliste rejoint Omerix pour participer à la saison 2022 du Mastercard Nexus Tour, le troisième échelon de l'esport français sur League of Legends. Entouré de vétérans, Caliste remporte avec Omerix une étape de la compétition et se qualifie pour les playoffs, où ils termineront 7e/8e.
Caliste quitte l'équipe en septembre 2022 et est recruté par Mirage Elyandra pour disputer la Coupe de France 2022. L'équipe est cependant battue dès le premier tour,.
Vu comme un joueur prometteur de la scène française, Caliste attire l'attention et réalise plusieurs tests avec des équipes de première et deuxième division française. C'est finalement la structure ViV Esport, qui le recrute pour la saison 2023 de LFL Division 2,. C'est à cette période qu'il envisage sérieusement de passer professionnel. Au segment de printemps, il termine 3e de la saison régulière et 5e des playoffs.
À 16 ans, après la fin de son année de seconde, il décide d'arrêter les études pour se consacrer entièrement à sa carrière sur League of Legends,.

### Chez Karmine Corp

#### Transfert et premiers pas
En mai 2023, au milieu de la saison, Caliste est transféré chez la Karmine Corp. Il accède donc à la LFL, la première division française. Sortant d'une 9e place en championnat au segment de printemps, le club va enchaîner les bons résultats à la suite de l'arrivée du jeune AD Carry, qui impressionne par sa maturité. Avec des joueurs expérimentés (Cabochard, Cinkrof, Saken et Targamas) alignés à ses côtés, Caliste remporte à la fois la saison régulière et les playoffs du segment d'été de LFL 2023. Il est élu MVP de la compétition, et bat le record de kills réalisés sur un segment.
Cette victoire qualifie l'équipe pour les EMEA Masters d'été 2023. Une compétition que Caliste et la Karmine Corp remportent également, en battant en finale Movistar Riders 3-2, à la Sud de France Arena,.
À la fin de la saison, Caliste prolonge son contrat avec la Karmine Corp jusqu'en 2026,,.
Après ces victoires, la Karmine Corp achète fin 2023 une place en LEC, ligue qualificative pour les Championnats du monde. Après son excellente saison, Caliste est pressenti pour monter avec l'équipe. Cependant, un changement dans la réglementation du LEC fait passer l'âge minimal pour y participer à 18 ans. À tout juste 17 ans, Caliste ne peut donc pas y accéder et devra attendre une année de plus avant de découvrir le championnat européen,,.
Caliste continue alors en LFL pour la saison 2024, avec Karmine Corp Blue, l'équipe académique de la Karmine Corp. L'équipe termine 2e de la saison régulière du segment de printemps, mais remporte les playoffs en battant BDS Academy en finale.
Les EMEA Masters du printemps 2024 se passent moins bien que l'édition précédente pour Caliste et la Karmine Corp Blue : ils sont battus 3-2 en quarts de finale par Geekay Esports.
Lors du segment d'été 2024 de LFL, la KCB termine 2e à la fois de la saison régulière et des playoffs, derrière BDS Academy. Caliste bat lors de cette saison son propre record de kills, qu'il avait établi un an plus tôt.
Lors des EMEA Masters d'été 2024, l'équipe est une nouvelle fois battue par BDS Academy, 3-1 en quarts de finale.

#### Début en LEC et en tournois internationaux
Le 14 décembre 2024, la Karmine Corp annonce la montée de Caliste, enfin âgé de 18 ans, en LEC.
Il est vu par multiples experts et joueurs professionnels tels que Rekkles comme le joueur le plus prometteur à arriver dans la ligue depuis plusieurs années,. Malgré son jeune âge, il arrive à gérer la pression liées aux attentes et à son statut de rookie,.
Le 4 janvier 2025, il fait la couverture du magazine L'Équipe pour son entrée en LEC.
Le 16 février 2025, il joue son premier match de playoffs de LEC contre Team Vitality ; la Karmine Corp s'impose 2-0. Le lendemain février il affronte Movistar KOI et s'impose sur le même score. Le 24 février 2025 l'équipe affronte le champion en titre G2 Esports et s'incline sur le score de 1-3. La performance de Caliste est vivement critiquée notamment durant la première manche de la série, il s'excusera le lendemain dans un message posté sur X où il affirme qu'il vient de livrer la pire performance de sa carrière. Le 2 mars 2025 la Karmine Corp et Caliste s'impose 3-0 G2 Esports, quadruples champions en titre, lors de la finale du segment d'hiver du LEC,,. C'est le premier titre majeur pour Caliste et il devient le plus jeune joueur à remporter un split de LEC,. Cette victoire permet à son équipe de se qualifie à son premier tournoi d'envergure international, le 2025 First Stand Tournament, deux semaines plus tard, où KC termine à la seconde place après une défaite contre les sud-coréens à domicile de Hanwha Life Esports,.

## Résultats & Distinctions

### Par Équipe/Structure
| Classement | Tournoi                             | Tiers   | Année | Team              |        |
| ---------- | ----------------------------------- | ------- | ----- | ----------------- | ------ |
| 1er        | Esport League FR Season 3 Palier 1  | D-Tiers | 2021  | Otterz Esport     | [ 35 ] |
| 1er        | Esport League FR Season 4 Palier 1  | D-Tiers | 2021  | Otterz Esport     | [ 35 ] |
| 1er        | Mastercard Nexus Tour 2022          | D-Tiers | 2022  | Omerix            | [ 35 ] |
| 1er        | LFL Summer Split 2023 Playoffs      | B-Tiers | 2023  | Karmine Corp      | [ 35 ] |
| 1er        | EMEA Masters Summer 2023 Main Event | A-Tiers | 2023  | Karmine Corp      | [ 35 ] |
| 1er        | LFL Spring Split 2024 Playoffs      | B-Tiers | 2024  | Karmine Corp Blue | [ 35 ] |
| 2e         | LFL Summer Split 2024 Playoffs      | B-Tiers | 2024  | Karmine Corp Blue | [ 35 ] |
| 3e/4e      | Coupe de France 2024 de LoL         | B-Tiers | 2024  | Karmine Corp Blue | [ 35 ] |
| 1er        | LEC Winter Split 2025               | S-Tiers | 2025  | Karmine Corp      | ,      |
| 2e         | 2025 First Stand Tournament         | S-Tiers | 2025  | Karmine Corp      | ,      |

### Individuel
- LFL Summer  2023 : MVP[13]
- LFL Spring  2024 : 1st All-Pro Team[24]
- LFL Summer  2024 : 1st All-Pro Team[24]
- Record de kills en saison régulière de LFL (134)[24]
- Plus jeune joueur à avoir gagné la LEC[6],[33]